# رز هیل، جسپر، میسیسیپی
رز هیل (به انگلیسی: Rose Hill) یک منطقهٔ مسکونی در ایالات متحده آمریکا است که در شهرستان جاسپر، میسیسیپی واقع شده‌است. رز هیل ۱۱۶٫۱۳ متر بالاتر از سطح دریا واقع شده‌است.